# Balaklija
Balaklija (ukrainisch Балаклія russisch Балаклея Balakleja) ist eine Stadt im Osten der Ukraine und war bis Juli 2020 das administrative Zentrum des größten Rajons (Rajon Balaklija) der Oblast Charkiw mit etwa 30.000 Einwohnern (2015).

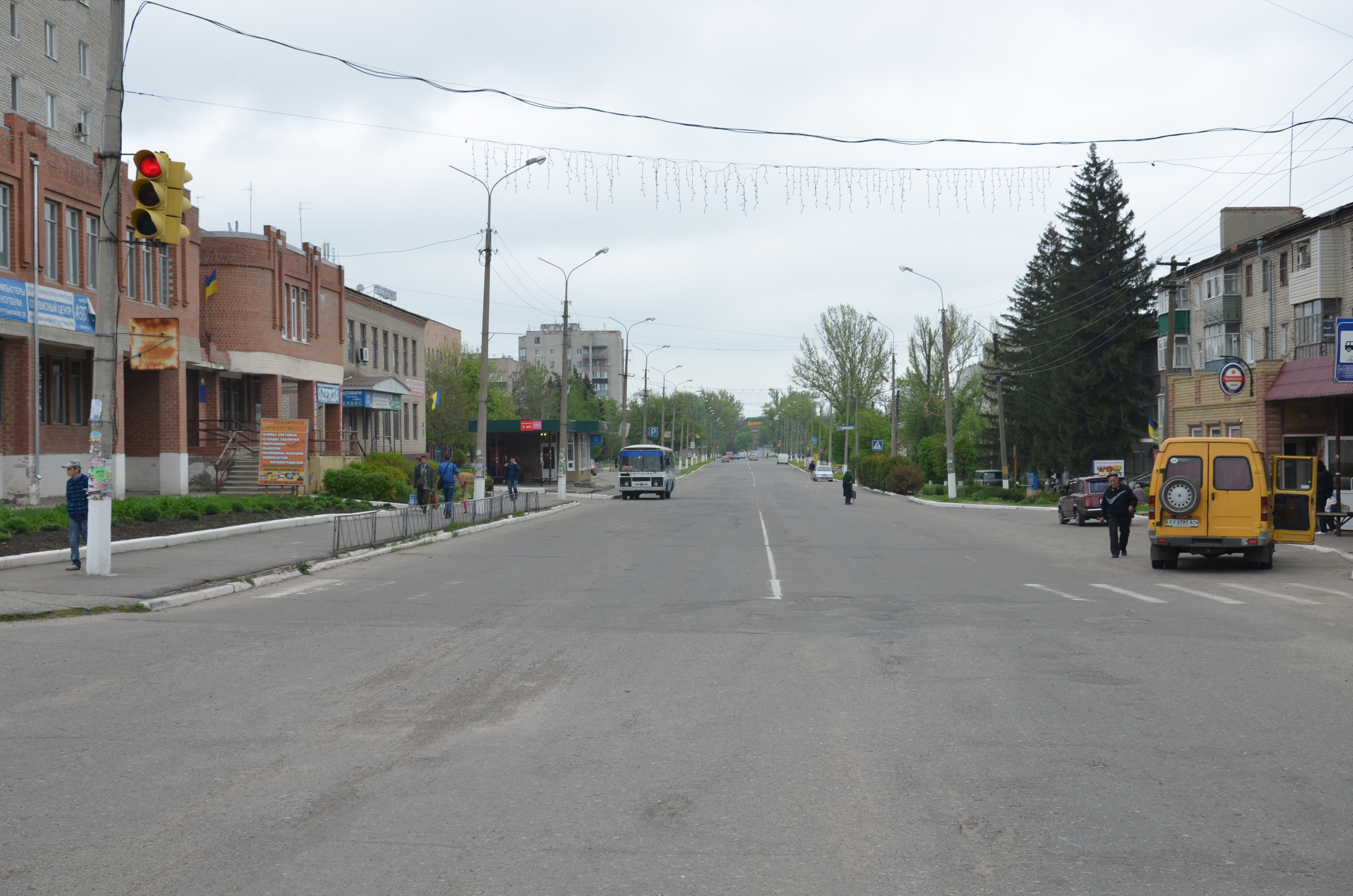
Blick auf die Hauptstraße im Ort

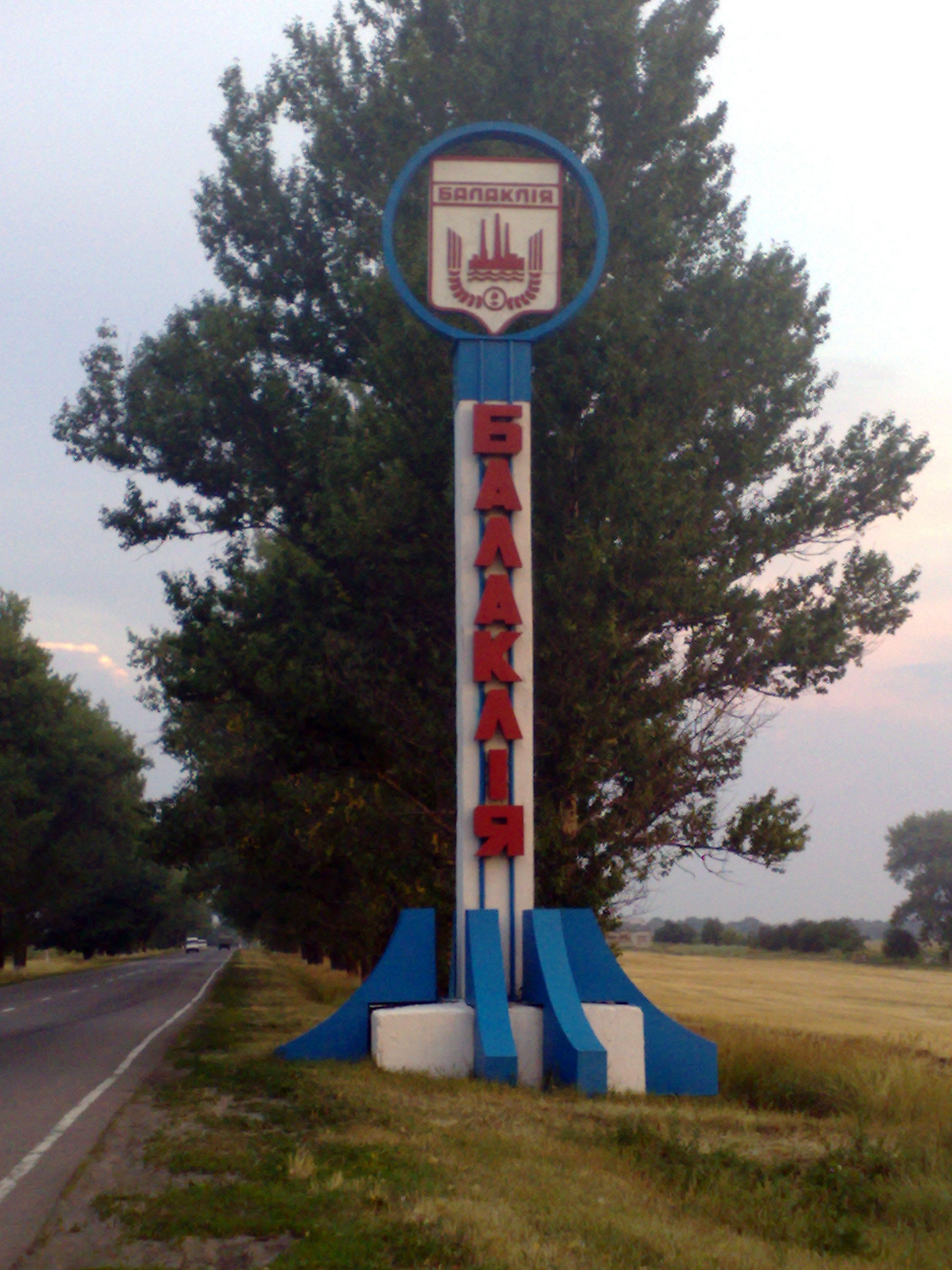
Ortseingangsschild Balaklija

## Geographie
Balaklija liegt am linken Ufer des Donez rund 100 km südöstlich des Oblastzentrums Charkiw. Die Stadt hat einen Bahnhof an der Bahnstrecke Charkiw – Donbass.

## Geschichte
Balaklija wurde als Kosaken-Siedlung im Jahr 1663 gegründet und erhielt ihren Namen von dem hier in den Donez mündenden gleichnamigen Fluss. In 1731, während der Russisch-Türkischen Kriege, errichteten die Kosaken hier eine ukrainische Verteidigungslinie, deren bekannteste die Petriwska-Festung im Dorf Petriwske nahe der Stadt Balaklija war. Von 1796 bis 1891 hieß der Ort nach der russischen Stadt Serpuchow Nowoserpuchow. Seit 1923 ist Balaklija das Zentrum des Rajons und hat seit 1938 den Status einer Stadt.
Die Besatzung der Stadt durch die Wehrmacht dauerte vom 10. Dezember 1941 bis zum 5. Februar 1943.

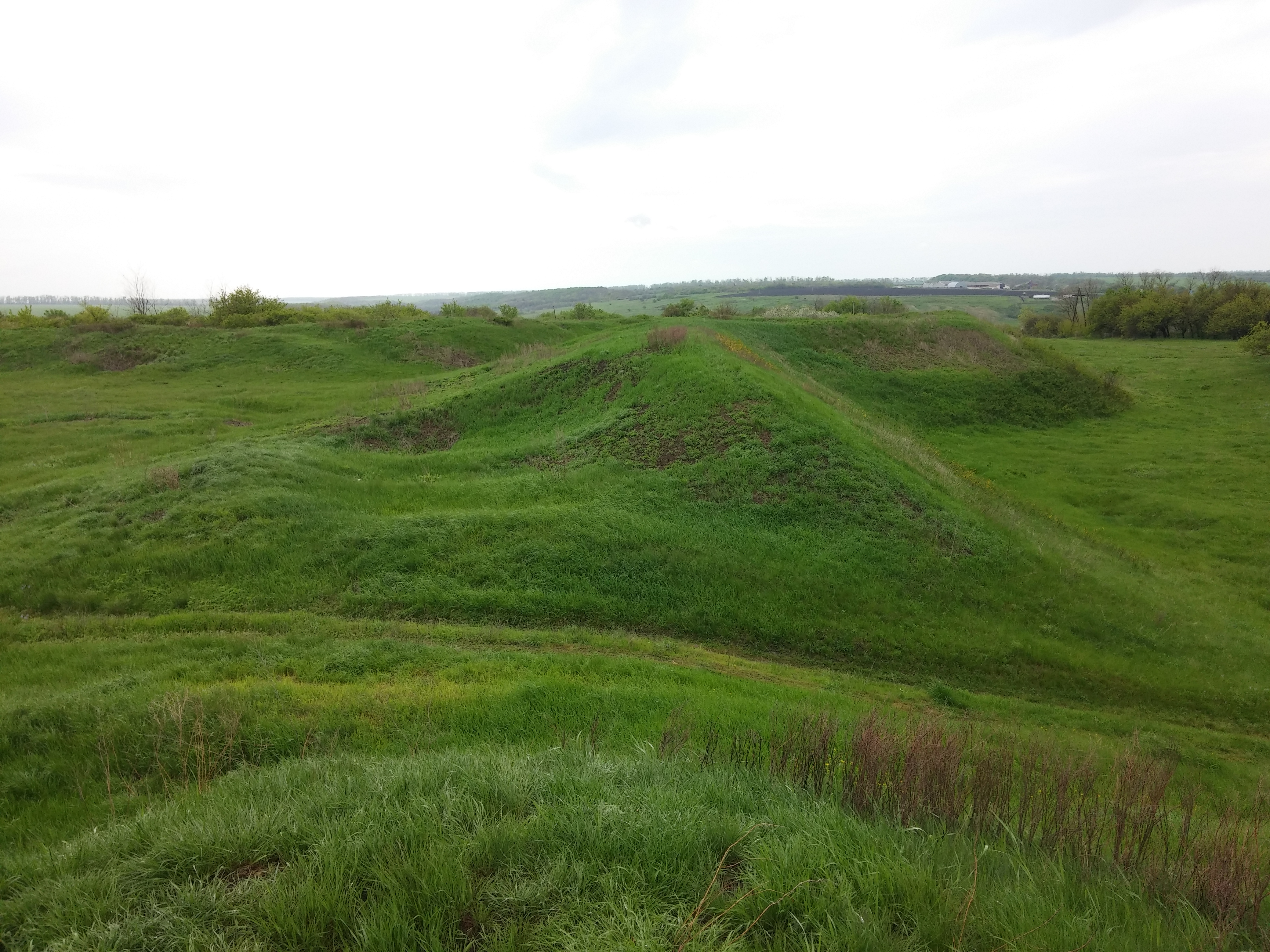
Befestigungsanlagen Petriwska Festung im Dorf Petriwske

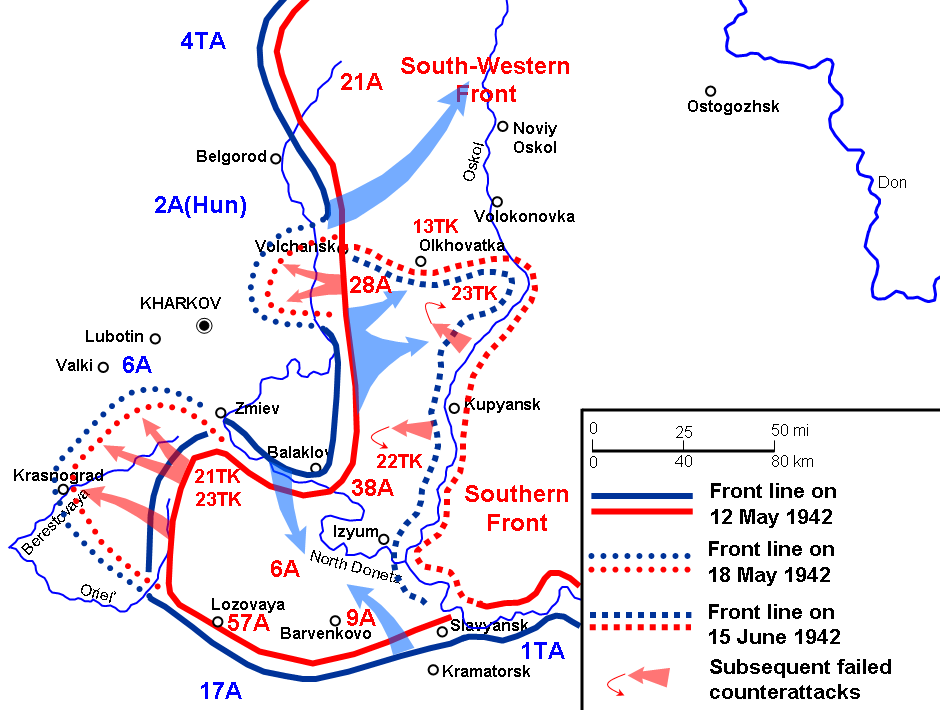
Karte der Schlacht bei Charkow. Die Stadt Balaklija bildete den nördlichen Eckpfeiler der deutschen Front rund um den Frontbogen von Isjum.

Am 10. Dezember 1941 erreichte das deutsche Infanterie-Regiment 131 der 44. Infanterie-Division die Stadt. Zunächst stießen die Wehrmachtseinheiten noch einige Kilometer weiter östlich von Balaklija vor und errichteten dort eine Abwehrstellung gegen die Rote Armee. Am 18. Januar 1942 begann jedoch eine gewaltige sowjetische Gegenoffensive, welche weiter südlich zu einem 100 km tiefen Einbruch in der deutschen Front führte, der als Frontbogen von Isjum in die Kriegsgeschichte einging. Die 44. Infanterie-Division verlegte ihr Infanterie-Regiment 131 wieder zurück nach Balaklija und führte ihm im Laufe der nächsten Wochen und Monate immer wieder neue Einheiten zu, um den Eckpfeiler Balaklija zu halten. Die deutsche Front bog sich südlich der Stadt weit nach Westen zurück und konnte bis in den Mai 1942 gehalten werden, bis sich daraus die Frühjahrsschlacht von Charkow entwickelte, bei der die weit nach Westen vorgedrungenen sowjetischen Einheiten vernichtend geschlagen wurden. Das Halten der Stadt Balaklija war dafür eine wichtige Voraussetzung.
In Balaklija befand sich ein Munitionslager, welches am 23. März 2017 in Brand geriet.
Während des russischen Überfalls auf die Ukraine wurde Balaklija am 3. März 2022 von russischen Truppen besetzt. Am 6. September 2022 startete die ukrainische Armee eine größere Gegenoffensive in der Oblast Charkiw, bei der es zu Kämpfen um Balaklija kam. Am 8. September 2022 verkündete der ukrainische Präsident Wolodymyr Selenskyj die Befreiung Balaklijas.

## Verwaltungsgliederung
Am 12. Juni 2020 wurde die Stadt zum Zentrum der neugegründeten Stadtgemeinde Balaklija (Балаклійська міська громада/Balaklijska miska hromada). Zu dieser zählen auch die 35 in der untenstehenden Tabelle aufgelisteten Dörfer sowie die Ansiedlung Sloboschanske, bis dahin bildete die Stadt zusammen mit dem Dorf Krejdjanka die gleichnamige Stadtratsgemeinde Balaklija (Балаклійська міська рада/Balaklijska miska rada) im Zentrum des Rajons Balaklija.
Am 17. Juli 2020 kam es im Zuge einer großen Rajonsreform zum Anschluss des Rajonsgebietes an den Rajon Isjum.
Folgende Orte sind neben dem Hauptort Balaklija Teil der Gemeinde:
| Name                     | Name            | Name                                  |
| ukrainisch transkribiert | ukrainisch      | russisch                              |
| ------------------------ | --------------- | ------------------------------------- |
| Assijiwka                | Асіївка         | Асеевка (Assejewka)                   |
| Bajrak                   | Байрак          | Байрак (Bairak)                       |
| Berestjanky              | Берестянки      | Берестянки (Berestjanki)              |
| Borschtschiwka           | Борщівка        | Борщовка (Borschtschowka)             |
| Bryhadyriwka             | Бригадирівка    | Бригадировка (Brigadirowka)           |
| Hussariwka               | Гусарівка       | Гусаровка (Gussarowka)                |
| Jakowenkowe              | Яковенкове      | Яковенково (Jakowenkowo)              |
| Kalyniwka                | Калинівка       | Калиновка (Kalinowka)                 |
| Krejdjanka               | Крейдянка       | Крейдянка (Kreidjanka)                |
| Krynytschne              | Криничне        | Криничное (Krinitschnoje)             |
| Losowenka                | Лозовенька      | Лозовенька                            |
| Milowa                   | Мілова          | Меловая (Melowaja)                    |
| Nowa Hussariwka          | Нова Гусарівка  | Новая Гусаровка (Nowaja Gussarowka)   |
| Nowo Serpuchiwka         | Нова Серпухівка | Новая Серпуховка (Nowaja Serpuchowka) |
| Nowomykolajiwka          | Новомиколаївка  | Новониколаевка (Nowonikolajewka)      |
| Perwomajske              | Первомайське    | Первомайское (Perwomaiskoje)          |
| Petriwske                | Петрівське      | Петровское (Petrowskoje)              |
| Popiwka                  | Попівка         | Поповка (Popowka)                     |
| Protopopiwka             | Протопопівка    | Протопоповка (Protopopowka)           |
| Sawhorodnje              | Завгороднє      | Завгороднее (Sawgorodneje)            |
| Scheweliwka              | Шевелівка       | Шевелевка (Schewelewka)               |
| Schtschuriwka            | Щурівка         | Щуровка (Schtschurowka)               |
| Sloboschanske            | Слобожанське    | Слобожанское (Sloboschanskoje)        |
| Sokoliwka                | Соколівка       | Соколовка (Sokolowka)                 |
| Stepok                   | Степок          | Степок                                |
| Taranuschyne             | Таранушине      | Таранушино (Taranuschino)             |
| Tschepil                 | Чепіль          | Чепель (Tschepel)                     |
| Tscherwonyj Schljach     | Червоний Шлях   | Червоный Шлях (Tscherwony Schljach)   |
| Uspenske                 | Успенське       | Успенское (Uspenskoje)                |
| Werbiwka                 | Вербівка        | Вербовка (Werbowka)                   |
| Wilne                    | Вільне          | Вольное (Wolnoje)                     |
| Witriwka                 | Вітрівка        | Ветровка (Wetrowka)                   |
| Wolobujiwka              | Волобуївка      | Волобуевка (Wolobujewka)              |
| Wolochiw Jar             | Волохів Яр      | Волохов Яр (Wolochow Jar)             |
| Wolwenkowe               | Волвенкове      | Волвенково (Wolwenkowo)               |
| Wowtschyj Jar            | Вовчий Яр       | Волчий Яр (Woltschi Jar)              |

## Bevölkerungsentwicklung
| Jahr      | 1959   | 1970   | 1979   | 1989   | 2001   | 2005   | 2015   |
| --------- | ------ | ------ | ------ | ------ | ------ | ------ | ------ |
| Einwohner | 21.325 | 30.470 | 32.820 | 35.737 | 32.408 | 30.949 | 29.307 |

Quelle: 

## Russischer Überfall auf die Ukraine 2022
Am 3. März 2022 besetzten russische Truppen die Stadt.

### Befreiung
Nach der Rückeroberung der Stadt behaupteten ukrainische Beamte, Folterkammern entdeckt zu haben, in denen ukrainische Gefangene festgehalten wurden. Der Menschenrechtskommissar der Ukraine, Dmytro Lubinets, sprach von Folterkammern, in denen die Besatzer Kinder psychisch und physisch misshandelt haben sollen.

## Persönlichkeiten
- Jakow Samoilowitsch Edelstein (1869–1952), Geologe, Geomorphologe und Hochschullehrer
- Oksana Petrussenko (1900–1940), Opernsängerin
- Semjon Grigorenko (1916–2016), sowjetischer Generalmajor